# Falsestoloides
Falsestoloides is een kevergeslacht uit de familie van de boktorren (Cerambycidae). De wetenschappelijke naam van het geslacht werd voor het eerst geldig gepubliceerd in 1954 door Breuning.

## Soorten
Falsestoloides omvat de volgende soorten:
- Falsestoloides mexicana Breuning, 1954
- Falsestoloides tubericollis Breuning, 1980